# Tsunku
Mitsuo Terada (寺田 光男 Terada Mitsuo?,  29 de octubre de 1968) más conocido como
Tsunku (つんく?   a menudo escrito como つんく♂), es un prolífico japonés productor, compositor y vocalista.
Se le conoce por ser el cantante principal del grupo de pop-rock Sharam-Q y ahora mismo, por ser productor, compositor, y vocalista para el grupo idol Morning Musume, además de Aya Matsuura y otros artistas asociados en el marco del Hello! Project, para el que ha escrito y producido una serie de éxitos. 
Fuera de Japón, es mayormente conocido por ser el creador y productor de la saga de videojuegos Rhythm Heaven para consolas de Nintendo.
También ha producido para otros artistas japoneses, incluyendo a Ayumi Hamasaki. Sus influencias musicales incluyen a The Beatles, Queen y Onyanko Club.